# Sibnica (Sopot)
Pour les articles homonymes, voir Sibnica.

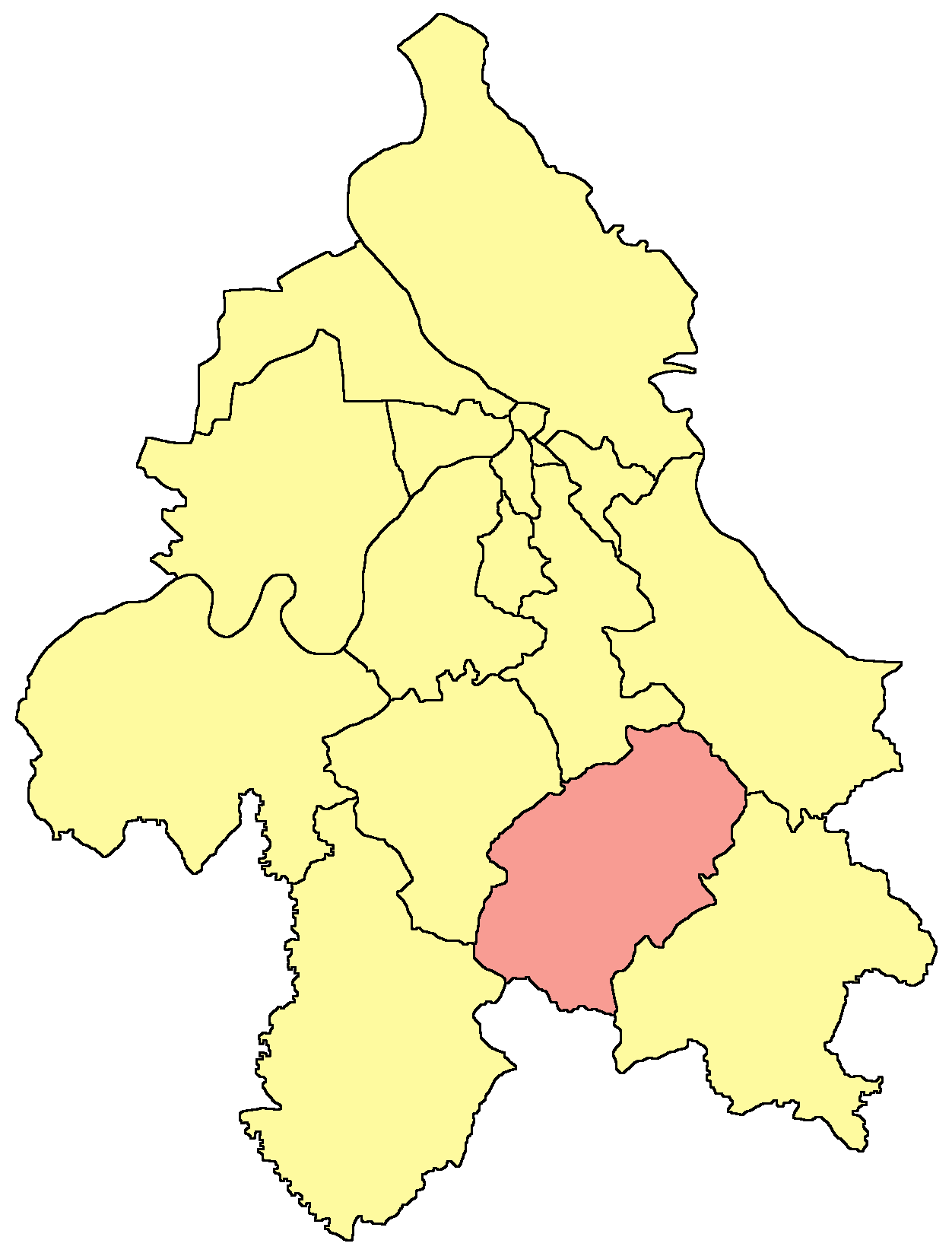
Localisation de la municipalité de Sopot dans la Ville de Belgrade

Sibnica (en serbe cyrillique : Сибница) est un village de Serbie situé dans la municipalité de Sopot et sur le territoire de la ville de Belgrade. Au recensement de 2011, il comptait 574 habitants.
Sibnica est située à l'ouest du mont Kosmaj.

## Démographie
| 1948  | 1953  | 1961  | 1971  | 1981 | 1991 | 2002 | 2011 |
| ----- | ----- | ----- | ----- | ---- | ---- | ---- | ---- |
| 1 567 | 1 546 | 1 346 | 1 144 | 960  | 744  | 686  | 574  |

|  |